# Montsûrs-Saint-Céneré
Montsûrs-Saint-Céneré – dawna gmina we Francji, w regionie Kraj Loary, w departamencie Mayenne. W 2013 roku liczba ludności wynosiła 2516 mieszkańców. 
Gmina istniała w latach 2017–2018. Została utworzona 1 stycznia 2017 roku z połączenia dwóch ówczesnych gmin: Montsûrs oraz Saint-Céneré. Siedzibą gminy została miejscowość Montsûrs. W dniu 1 stycznia 2019 roku nastąpiły kolejne zmiany administracyjne. Z połączenia czterech ówczesnych gmin – Deux-Évailles, Montourtier, Montsûrs-Saint-Céneré oraz Saint-Ouën-des-Vallons – utworzono nową gminę Montsûrs. Siedzibą gminy pozostała miejscowość Montsûrs. 